# Cerkiew Narodzenia Najświętszej Marii Panny w Gorajcu
Cerkiew pod wezwaniem Narodzenia Najświętszej Maryi Panny w Gorajcu z XVI w. – należy do najstarszych obiektów drewnianego budownictwa cerkiewnego w Polsce. Oprócz niej z tego okresu i na tym terenie zachowała się w Polsce cerkiew w Radrużu a na ukraińskim Roztoczu cerkwie w Potyliczu i Woli Wysockiej. Do początku lat 90. XX w. cerkiew datowana była na połowę XVIII w., w związku z czym nie wzbudzała większego zainteresowania i rzadko pojawiała się w publikacjach. Badania przeprowadzone przy okazji remontu w 1995 r., w szczególności odkrycie pierwotnych polichromii, wykazały, że cerkiew jest o 200 lat starsza.
Cerkiew wpisano na listę zabytków w 1986 i włączono do podkarpackiego Szlaku Architektury Drewnianej.

## Budowa cerkwi
Cerkiew została zbudowana w 1586 r. mogła być pierwotnie cerkwią filialną parafii w Żukowie; pierwsza potwierdzona informacja o niezależnej parochii w Gorajcu pochodzi z przywileju króla Zygmunta III z 18 listopada 1618 r. Była to budowla trójdzielna, na planie prostokątnym, z jedną kopułą nad nawą. Babiniec zwieńczony był niższą od kopuły wieżą dzwonniczą, sanktuarium przekryte sklepieniem kolebkowym. Obok sanktuarium istniało pastoforium. Charakterystycznym elementem wnętrza była – zachowana do dzisiaj – stała przegroda ikonostasowa, w 2 ćwierci XVII w. pokryta polichromią. W końcu XVII w. w świątyni stanął nowy ikonostas architektoniczny, zasłaniając na przeszło 200 lat pierwotne malowidła na ścianie ikonostasowej.

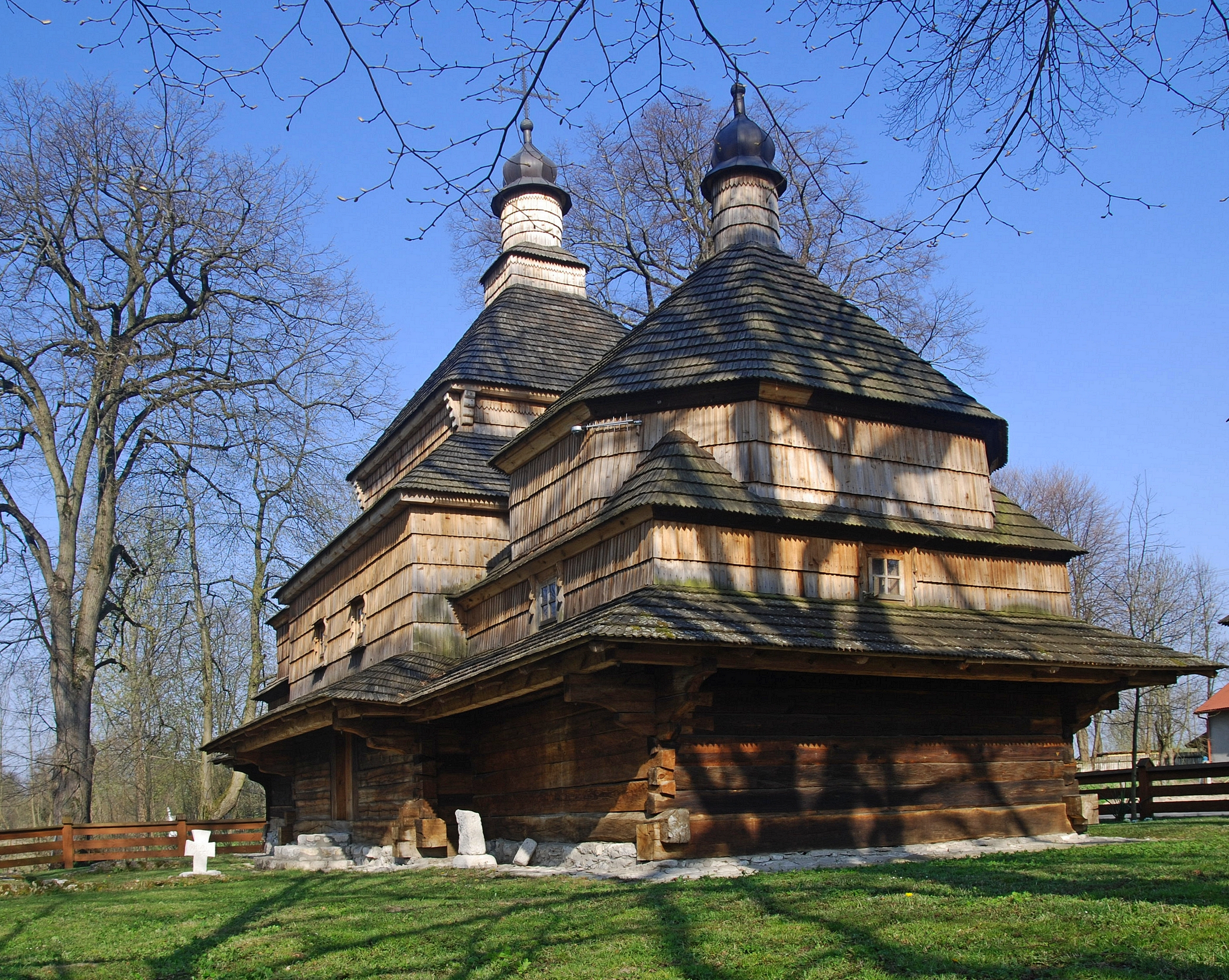
Elewacja południowa
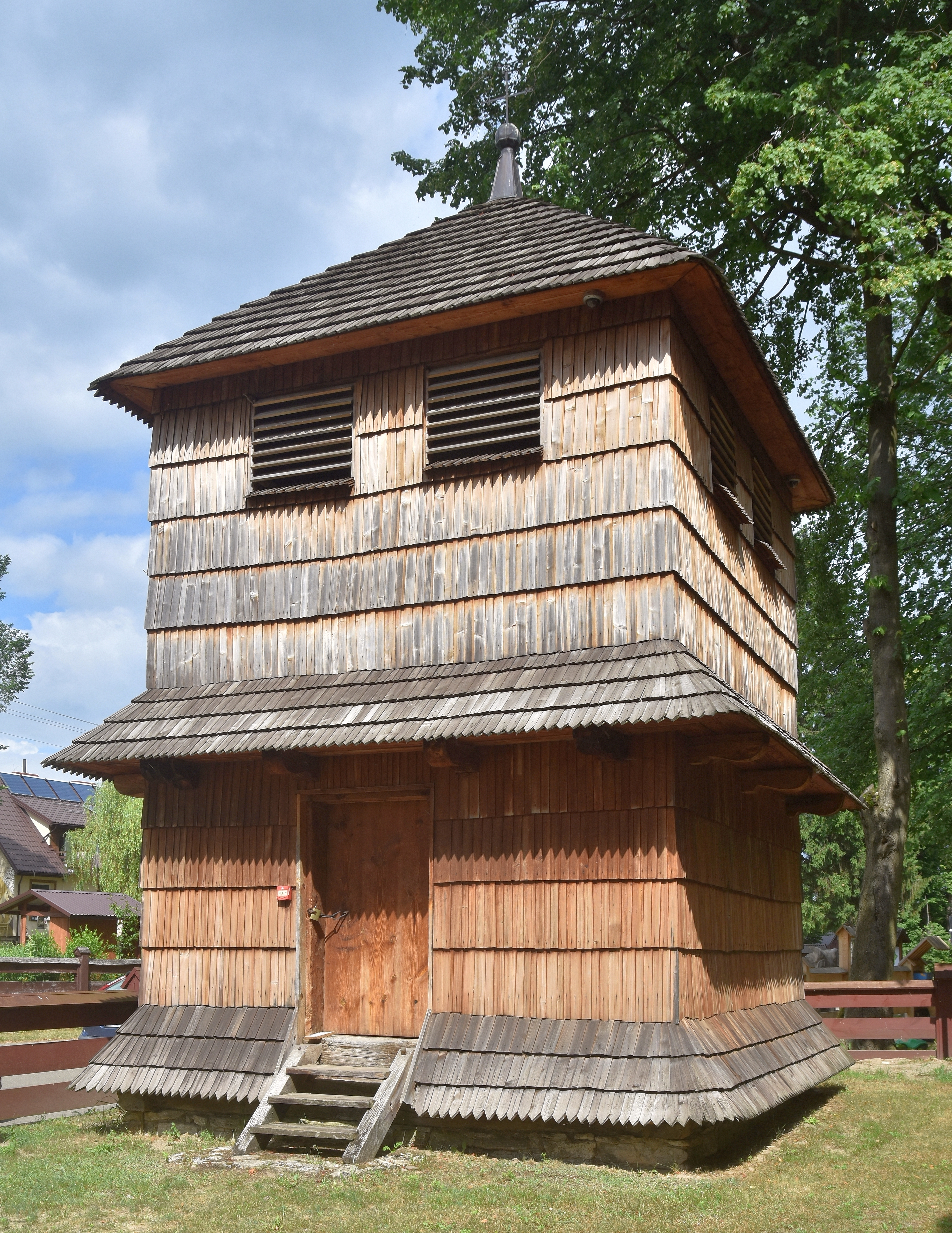
Dzwonnica
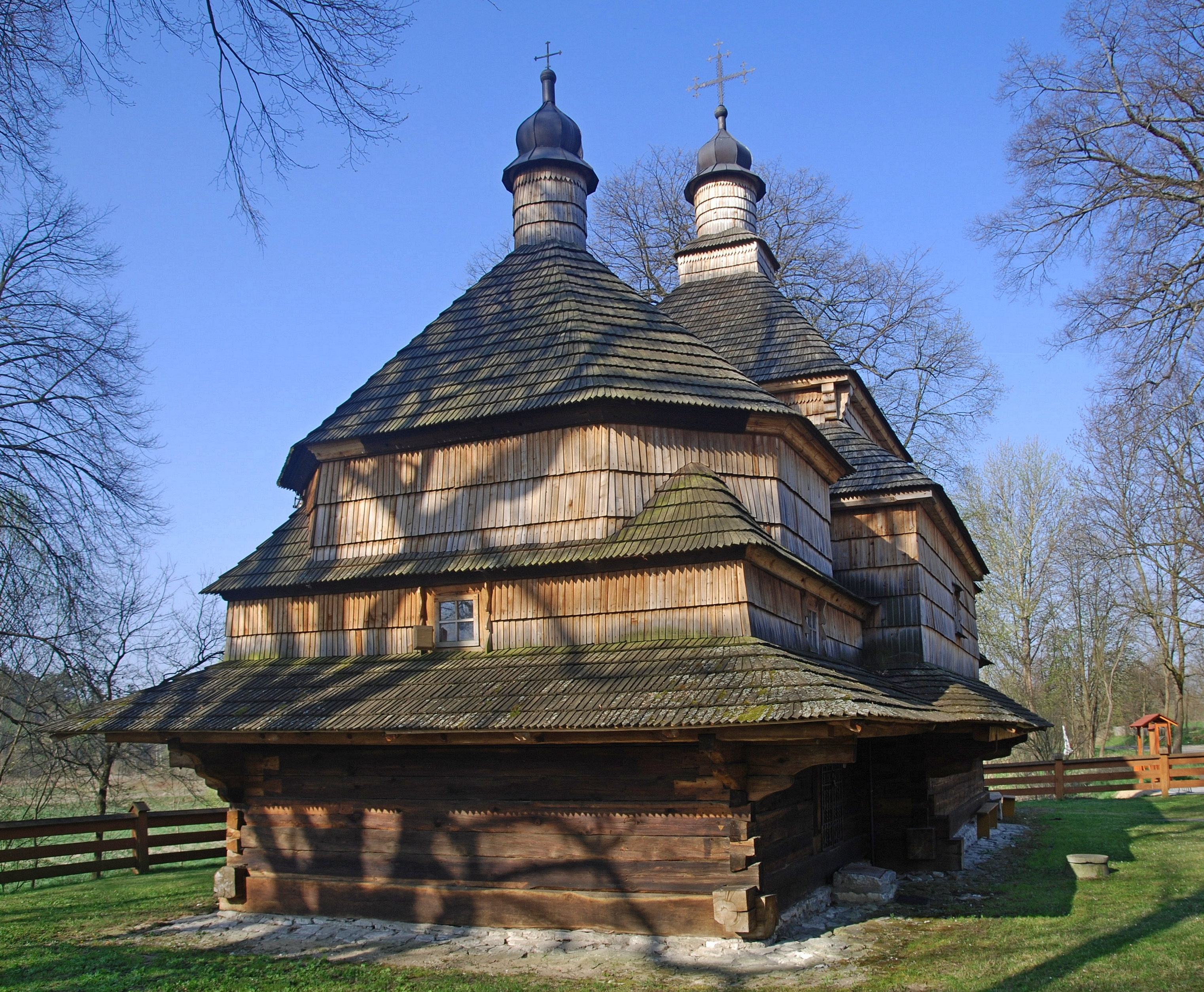
Elewacja wschodnia

## Przebudowy i remonty
Liczne remonty i przebudowy cerkwi znacznie zmieniały jej wygląd i wystrój. Pierwszy odbył się już w XVII w., być może zbiegł się w czasie z budową nowego ikonostasu. Przebudowane zostało sanktuarium, ściana ikonostasowa oraz zlikwidowane pastoforium. Największe zmiany w układzie przestrzennym miały miejsce w 1. poł. XIX w. W 1816 r. wzniesiono nowe sanktuarium, przekryte ośmioboczną kopułą. W 1835 r. zbudowano od nowa babiniec, zwieńczony pozornym sklepieniem kopułowym (w miejsce dotychczasowej wieżyczki dzwonniczej). W latach 1867–1868 ściany oraz kopuły nawy i prezbiterium pokryto nową polichromią figuralno-ornamentalną, która zasłoniła częściowo stare malowidła.
Duże zmiany przyniosła przebudowa na pocz. XX w., gdy niewielka świątynia nie mogła pomieścić licznych parafian. Pomiędzy rokiem 1900 a 1911 poszerzono cerkiew, dodając po północnej i południowej stronie boczne skrzydła przy nawie, wskutek czego plan świątyni zmienił się na krzyżowy. Zostały przy tym wycięte boczne ściany nawy, w związku z czym nie wiadomo, czy występowała na nich polichromia i z jakich okresów.
Od 1947 r. cerkiew wykorzystywana jest jako kaplica filialna parafii w Cieszanowie. Podczas remontu i konserwacji w latach 1991-2001 usunięto boczne nawy a odbudowano ściany nawy głównej, przywracając cerkwi pierwotny plan. Zachowano natomiast trójkopułową sylwetkę, którą cerkiew uzyskała podczas remontów w 1. poł. XIX w. W roku 2006 wykonywane były kolejne prace konserwatorskie, obejmujące m.in. uzupełnienie zniszczonych fragmentów belek i konserwację drewna.

## Współczesny stan cerkwi
Cerkiew ma konstrukcję zrębową i posadowiona jest na kamiennej podmurówce. Wykonana została przez profesjonalny warsztat ciesielski, podobnie, jak cerkwie w Radrużu i Potyliczu. Charakteryzuje się połączeniem zachodnich, późnogotyckich elementów konstrukcyjnych z bryłą ukształtowaną według tradycji wschodniej. Jest budowlą trójdzielną, w jej skład wchodzą:
- Centralna, kwadratowa nawa główna, nad nią zrębowa, kwadratowa kopuła z jednym załamaniem. Nad kopułą pseudolatarnia, zwieńczona cebulastym hełmem i kutym, ozdobnym, żelaznym krzyżem z 1 poł. XIX w.;
- Od wschodu węższe, kwadratowe prezbiterium, nad nim niższa od centralnej, ośmioboczna kopuła na tamburze;
- Od zachodu węższy od nawy, prostokątny babiniec z pozorną, ośmioboczną kopułą, przekryty wewnątrz stropem belkowym.

Nad kopułami prezbiterium i babińca pseudolatarnie z cebulastymi hełmami i żelaznymi krzyżami.
Dolną część zrębu chroni szeroki okap, wsparty na wystających belkach zrębu – rysiach. Okap, ściany
ponad nim, dachy, kopuły i latarnie pobite są gontem. Do wnętrza prowadzą trzy otwory drzwiowe; główny w babińcu z datą 1835 na nadprożu, drugi w południowej ścianie nawy i trzeci północnej ścianie sanktuarium.

Elewacja zachodnia
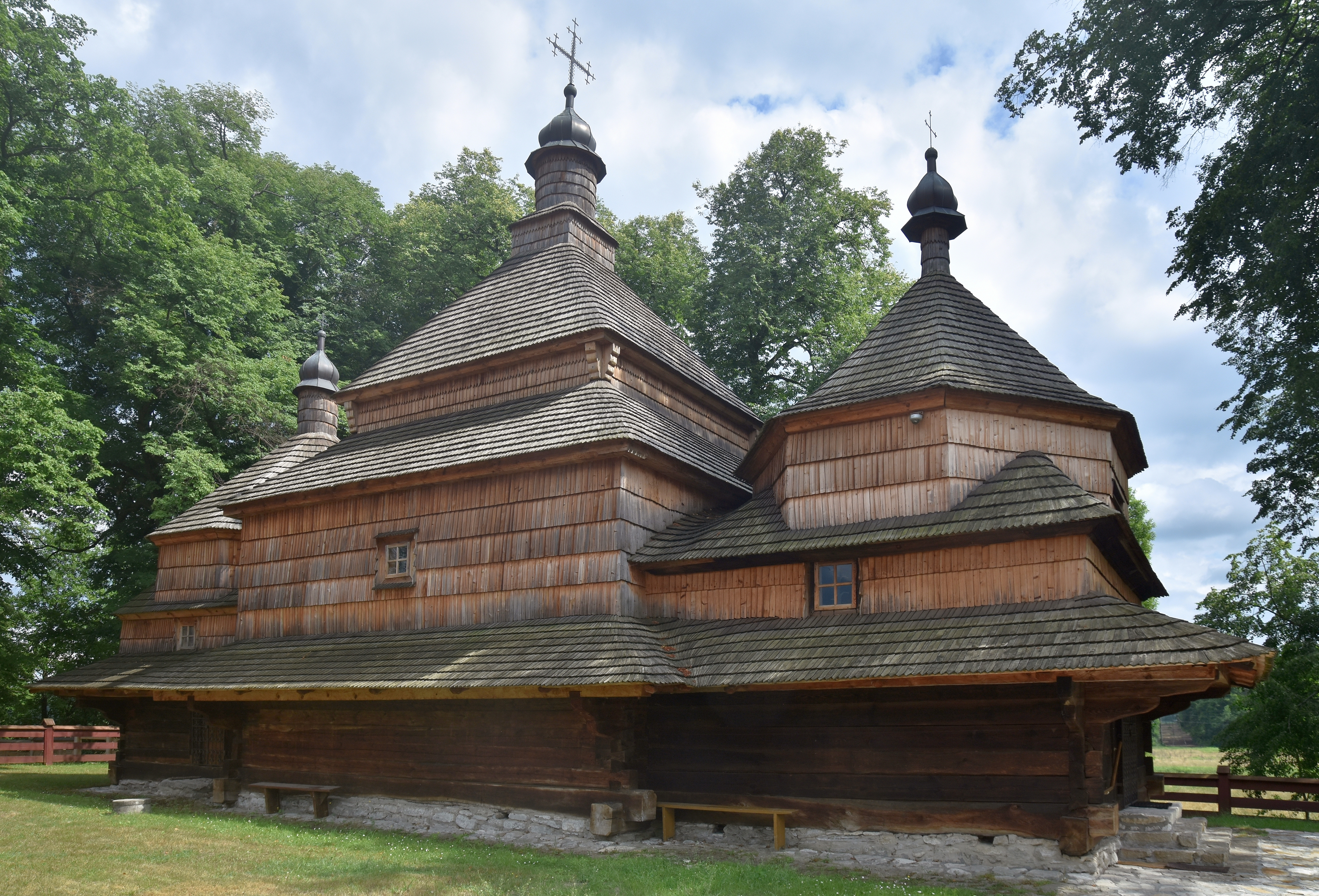
Elewacja północna
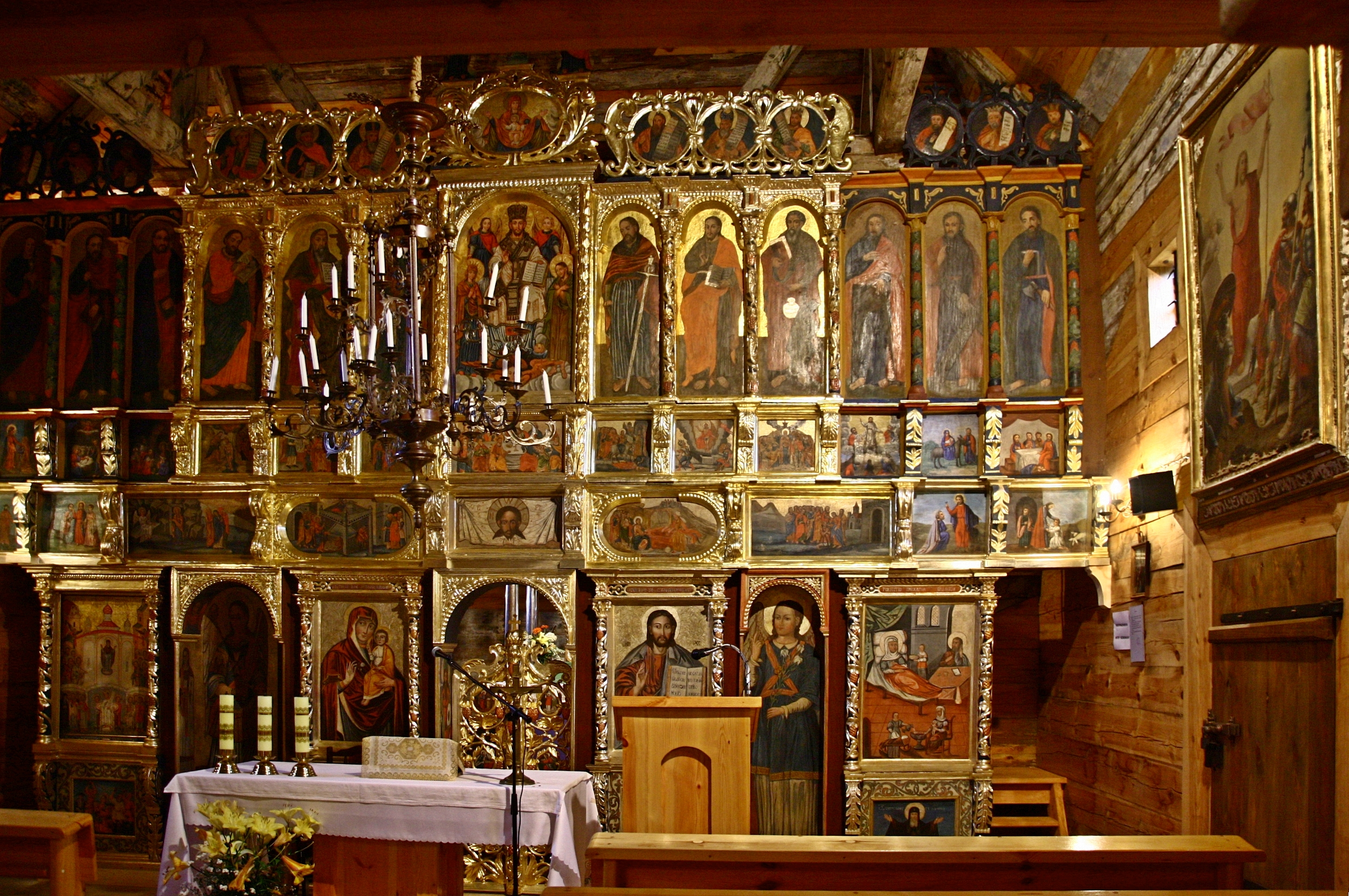
Ikonostas

Najstarsze zachowane elementy cerkwi, to:
- Górna część konstrukcji ścian nawy (belki powyżej 9 wieńca)
- Kopuła zrębowa, czworoboczna nad nawą, z jednym załomem, z dwupoziomowym systemem ściągów wewnątrz.
- Przegroda ikonostasowa z profilowanym, romboidalnym otworem pośrodku górnej części i pozostałościami po dwóch otworach liturgicznych i fragmentami XVII-wiecznej polichromii.

Przez kilka wieków zespół cerkiewny otoczony był drewnianym parkanem, wspartym w XIX w. na murowanych słupach. W roku 2006 zbudowany został nowy, w całości drewniany parkan. Stojąca przy północno-wschodnim boku cerkwi drewniana dzwonnica z 1860 została tu przeniesiona w 1994 z Majdanu Sieniawskiego. Pierwotna drewniana dzwonnica z przełomu XVIII i XIX w. usytuowana w północno-zachodnim narożu terenu rozebrana została w połowie lat 70. XX w. podczas poszerzania drogi. Elementy wyposażenia cerkwi, m.in. ikony i przybory liturgiczne znajdują się w składnicy ikon w Muzeum-Zamku w Łańcucie.